# Diospyros micrantha
Diospyros micrantha là một loài thực vật có hoa trong họ Thị. Loài này được Sandwith mô tả khoa học đầu tiên năm 1949.